# Кривошея Володимир Володимирович
Професор Володимир Володимирович Кривошея (9 червня 1958, селище Софіївка, Дніпропетровська область — 30 квітня 2015, Київ) — український історик, дослідник ранньомодерної історії України, фахівець з персонального складу та генеалогії українського козацтва. Перший заступник директора Українського інституту національної пам'яті (2012). Перший заступник директора Державної наукової установи «Енциклопедичне видавництво» (2014). Доктор історичних наук (2006), професор (2013). Заслужений діяч науки і техніки України (2012). Член президії правління Національної спілки краєзнавців України.

## Біографія
Володимир Володимирович Кривошея народився 9 червня 1958 року у селищі Софіївка, що на той час було центром однойменного району у Дніпропетровської області Української РСР, СРСР. У 1973 році Володимир закінчив 8-річну школу, через два роки середню школу у Софіївці. Впродовж 1975—1980 років навчався на історичному факультеті Дніпропетровського державного університету (нині Дніпровський національний університет імені Олеся Гончара).
По завершенню університету Володимир Володимирович відпрацьовував за направленням впродовж 1980—1982 років як вчитель історії і суспільствознавства школи № 8 міста Новомосковськ. Був членом Комсомолу і у 1982—1984 роках працював як його функціонер. 1986 року закінчив дворічний курс Вищої партійної школи при ЦК КПУ після чого два роки був на партійній роботі. 1991 року завершив аспірантуру колишньої партійної школи, яка на той час мала назву «Київський інститут політології і соціального управління».
У 1991—1992 рр. працював старшим викладачем Київського інституту політології і соціального управління. У 1992—1995 рр. — керуючий справами малого інформаційно-комерційного підприємства «Центр ділового співробітництва». Працював старшим (1995—2004 рр.), провідним (2004—2006 рр.), головним (2006—2010 рр.) науковим співробітником Інституту політичних і етнонаціональних досліджень імені І. Ф. Кураса НАН України.
З серпня 2010 р. — заступник Голови, з вересня 2010 р. — перший заступник Голови, а з січня 2012 р. — перший заступник директора Українського інституту національної пам'яті. З березня 2013 р. — заступник директора, а з квітня 2013 р. — перший заступник директора Державної наукової установи «Енциклопедичне видавництво».
За сумісництвом працював професором кафедри історії України, завідувачем кафедри всесвітньої історії Уманського державного педагогічного університету ім. Павла Тичини, професором кафедри українознавства Запорізького національного технічного університету, професором кафедри філософії і суспільних дисциплін Київського інституту туризму, економіки і права.
Член двох спеціалізованих рад із захисту дисертацій з історичних і політологічних спеціальностей.
Член української частини Консультаційного Комітету Президентів України та Республіки Польща, член Державної міжвідомчої комісії у справах увічнення пам'яті жертв війни та політичних репресій.
Член редколегій багатьох історичних видань. Заступник головного редактора, співредактор часопису «Гілея».
Був членом Президії Національної спілки краєзнавців України, членом Української академії наук, Міжнародної академії козацтва.
Автор та співавтор 200 наукових праць, зокрема 33 монографій.
Був одним з засновників Гетьманського фонду Петра Дорошенка. 

### Монографії
1. Зруйновані храми і монастирі України: Анотований покажчик обласного та районного рівня (кер. авт. кол.) — К.: Мистецтво, 2013. — 608 с.
2. Українські політичні партії кінця XIX — початку XX ст. Програмові і довідкові матеріали. — Збірник документів. — К.: «Фенікс», 1993. (упорядкування у співавторстві з Шевченко В.Ф, Зверьковим Ю. М.).
3. Українська козацька старшина. Ч.1. Урядники гетьманської адміністрації. 2-ге видання, доповнене, уточнене і виправлене.. — К.: «Стилос», 2005. — 259 с.
4. Українська козацька старшина. Ч.2. Синодики як джерело до козацько-старшинської генеалогії. — К.: ІПіЕД НАН України, 1998. — 83 с.
5. Козацька еліта Гетьманщини. — К. : ІПіЕНД імені І.Ф.Кураса НАН України, 2008. — 452 с. — ISBN 978-966-02-4850. Архівовано з джерела 27 вересня 2011
6. Українська козацька старшина. Частина третя. Книги 1. — К.: «Стилос», 2008. — 153 с. (у співавторстві з Іриною Кривошеєю, О. В. Кривошеєю).
7. Українська козацька старшина. Частина третя. Книги 2. — К.: «Стилос», 2008. — 125 с. (у співавторстві з Іриною Кривошеєю, О. В. Кривошеєю).
8. Українська козацька старшина. Частина третя. Книги 3. — К.: «Стилос», 2008. — 169 с. (у співавторстві з Іриною Кривошеєю, О. В. Кривошеєю).
9. Генеалогія українського козацтва. Нариси історії козацьких полків. 2-ге видання. — К.: ВД «Стилос», 2004. — 389 с.
10. Генеалогія українського козацтва. Білоцерківський полк — К.: ВД «Стилос», 2002. — 183 с.
11. Генеалогія українського козацтва. Переяславський полк. — К. : Видавничий дім «Стилос», 2004. — 418 с. — ISBN 966-8518-18-7.
12. Генеалогія українського козацтва. Канівський полк. — К.: ВД «Стилос», 2006. — 220 с.
13. Українське козацтво в національній пам'яті. Чернігівський полк. Том. І. — К.: ДП "НВЦ «Пріоритети», 2012. — 516 с.
14. Українське козацтво в національній пам'яті. Чернігівський полк. Том II. — К.: ДП "НВЦ « Пріоритети», 2012. — 508 с.
15. Українське козацтво в національній пам'яті. Полтавський полк. Том І та II. — Ч.: «Десна Поліграф», 2014
16. Київщина козацька: люди і долі. — К.: ВД «Стилос», 2004. — 181 с. (у співавторстві з Аброскіним П., Стасенко О.).
17. Вінниччина козацька. Історія Вінницького козацького полку — К.: ВД «Стилос», 2004. — 202 с. (у співавторстві з Даном О. Ю.)
18. Неурядова старшина Гетьманщини. — К: «Стилос», 2009. — 431 с. (у співавторстві з Іриною Кривошеєю, О. В. Кривошеєю)
19. Козацька старшина Гетьманщини. Енциклопедія / Кривошея В. В. ; Укр. ін-т нац. пам'яті. — К. : «Стилос», 2010. — 791 с. — ISBN 978-966-8009-99-0.

## Нагороди
- Заслужений діяч науки і техніки України (18 травня 2012) — за вагомий особистий внесок у розвиток вітчизняної науки, зміцнення науково-технічного потенціалу України, багаторічну сумлінну працю[1].